# Civières
Civières är en kommun i departementet Eure i regionen Normandie i norra Frankrike. Kommunen ligger i kantonen Écos som tillhör arrondissementet Les Andelys. År 2018 hade Civières 220 invånare.

## Befolkningsutveckling
Antalet invånare i kommunen Civières
Referens:INSEE